# Jazz britannique
Le jazz britannique est un genre musical dérivé du jazz américain. Il émerge en Grande-Bretagne grâce à des morceaux et des interprètes qui ont visité le pays alors qu'il s'agissait d'un genre relativement nouveau, peu après la fin de la Première Guerre mondiale. Le jazz commence à être joué par des musiciens britanniques dans les années 1930 et se généralise dans les années 1940, souvent au sein d'orchestres de danse. 
À partir de la fin des années 1940, le « jazz moderne » britannique, fortement influencé par le bebop américain, commence à émerger, sous l'impulsion de personnalités telles que John Dankworth, Tony Crombie and Ronnie Scott, tandis que Ken Colyer, George Webb et Humphrey Lyttelton jouaient du jazz « trad » de style Dixieland. À partir des années 1960, le jazz britannique commence à développer des caractéristiques plus individuelles et à absorber une variété d'influences, y compris le blues britannique, ainsi que des influences européennes et de la musique du monde. Un certain nombre de musiciens de jazz britanniques ont acquis une réputation internationale, bien que cette musique soit restée minoritaire. 

## Histoire

### Début duXXesiècle
« Londres, qui a longtemps juré de se débarrasser de la fièvre, mais qui continue à jazzer. »

— The New York Times, 1922
On considère généralement que le jazz en Grande-Bretagne commence avec la tournée britannique de l'Original Dixieland Jass Band en 1919. Cela dit, les amateurs de musique populaire britannique des années 1920 préféraient généralement les termes hot ou straight dance music au terme « jazz ». En Grande-Bretagne, le jazz est confronté à une difficulté similaire à celle du jazz brésilien et du jazz français, à savoir qu'il a eu tendance à être considéré par les autorités comme une mauvaise influence, mais en Grande-Bretagne, le fait que le jazz vienne des États-Unis semble avoir été moins important qu'en France ou au Brésil. Ceux qui s'y opposaient le faisaient plutôt parce qu'ils le jugeaient « séditieux » ou dérangeant. L'un des premiers orchestres de jazz populaires est celui de Fred Elizalde, qui émet sur la BBC de 1926 à 1929.
Au début des années 1930, le journalisme musical en Grande-Bretagne, notamment par l'intermédiaire du Melody Maker, avait fait prendre conscience de l'importance des principaux musiciens américains solos de jazz et commence à reconnaître les talents d'improvisateur de certains musiciens locaux. Au cours des années 1930, la plupart des musiciens de jazz britanniques gagnent leur vie dans des orchestres de danse de toutes sortes. Le jazz prend de l'importance et devient un genre à part entière. Louis Armstrong joue en résidence à Londres et Glasgow en 1932, suivi les années suivantes par l'orchestre de Duke Ellington et Coleman Hawkins. Mais la culture locale du jazz se limite à Londres, où « le jazz était joué après les heures de bureau dans les cafés et les restaurants ». Les groupes de Nat Gonella et de Spike Hughes se sont fait connaître en Grande-Bretagne au début de la décennie ; Hughes est même invité à New York pour arranger, composer et diriger ce qui était en fait l'orchestre de Benny Carter à l'époque. Carter lui-même travaillait à Londres pour la BBC en 1936. Le leader du groupe de swing antillais Ken « Snakehips » Johnson et Leslie Thompson, trompettiste jamaïcain, ont influencé le jazz en Grande-Bretagne, le groupe dirigé par Johnson — The Emperors of Jazz — étant le premier grand groupe noir de renom.
Johnson forme ensuite l'un des meilleurs groupes de swing du pays, connu sous le nom de The West Indian Orchestra, qui devient l'orchestre résident du Café de Paris, lieu à la mode à Londres, et c'est là que Johnson est parmi ceux qui ont été tués par une bombe allemande pendant le Blitz, au début de la guerre,.

### Années 1930
La musique de l'ère du jazz d'avant-guerre est devenue une forme majeure de musique populaire par le biais des orchestres de danse, et ce grâce à un afflux antérieur de musiciens de jazz caribéens qui avaient enrichi la scène swing britannique. Parmi les artistes importants du jazz et du swing d'avant-guerre, citons Coleridge Goode et Ken « Snakehips » Johnson, une personnalité londonienne de premier plan qui a été tuée par une bombe au Café de Paris, à Londres, en mars 1941 pendant le Blitz, ainsi que le trompettiste Leslie Thompson. 

### Années 1940–1950
En Grande-Bretagne, le jazz se développe de manière tout à fait unique et la période suivante voit l'émergence d'un jazz britannique consciemment noir et fier. Jusque dans les années 1950, les actions syndicales menées par les syndicats de musiciens des deux côtés de l'Atlantique empêchaient les musiciens américains de se produire en Grande-Bretagne. « Il y avait un vide à combler et le jazz noir britannique a évolué pour combler ce vide », explique Catherine Tackley de l'Open University.
Dans les années 1950, l'émigration massive vers le Royaume-Uni entraîne un afflux de musiciens originaires des Caraïbes, tels que Joe Harriott et Harold McNair, bien que certains, comme Dizzy Reece, étaient frustrés par le manque de travail dans le domaine du jazz — la musique de danse est restée populaire — et aient migré vers les États-Unis. Des musiciens d'origine britannique, comme George Shearing, actif sur la scène londonienne depuis l'avant-guerre, et Victor Feldman, choisissent également de traverser l'Atlantique pour développer leur carrière. Plusieurs nouveaux clubs de jazz sont créés à Londres dans les années 1950, dont le Flamingo Club,.
Au milieu des années 1930, la Musicians' Union (syndicat de musiciens londoniens) interdit, avec l'accord du ministère du Travail, les visites de musiciens américains de jazz, après celles, couronnées de succès, de Louis Armstrong, Cab Calloway et Duke Ellington. Les apparitions de musiciens d'outre-Atlantique cessent pratiquement pendant 20 ans. Malgré cela, Fats Waller se rend au Royaume-Uni en tant que musicien solo de « variétés » en 1938. Lyttelton échappe à l'interdiction en jouant et en enregistrant à Londres avec Sidney Bechet (soi-disant en « vacances ») en novembre 1949.
Le Ronnie Scott's Jazz Club de Londres, cofondé en 1959 par l'un des premiers partisans natifs du bebop, bénéficie d'un accord d'échange avec la Fédération américaine des musiciens (AFM), permettant la visite régulière de grands musiciens américains à partir de 1961. Stan Tracey développe ses compétences en accompagnant les musiciens de passage en tant que pianiste du club de Scott. En 1959, le Chris Barber Jazz Band a obtenu un succès avec une reprise de Petite Fleur de Sidney Bechet, qui s'est classée au Billboard américain et au Royaume-Uni (respectivement no 5 et no 3). 

### Années 1960–1970
En 1962, Kenny Ball and His Jazzmen ont obtenu le succès américain Midnight in Moscow. Les musiciens de jazz sud-africains quittent leur pays, notamment Chris McGregor, Dudu Pukwana, Mongezi Feza, Johnny Dyani, Harry Miller et plus tard Julian Bahula, constituent un aspect important de cette période. Cette période a également donné naissance à de nombreux autres groupes de jazz « trad » à Londres et dans les environs, notamment les Tranquil Valley Stompers, qui jouaient dans divers clubs de jazz et bars à café.
Le free jazz se développe également en s'inspirant davantage des modèles européens que de la musique américaine. Il contribue au développement d'une forte identité européenne dans ce domaine. Les influences sud-africaines et celles du free jazz se rejoignent dans des projets tels que le big band Brotherhood of Breath, dirigé par McGregor.

### Depuis les années 1980
Les années 1980 assistent au développement continu de styles distinctifs. Une nouvelle génération de musiciens britanniques noirs a contribué à redynamiser la scène du jazz britannique, avec Courtney Pine, Ronny Jordan, Gary Crosby, Julian Joseph, Cleveland Watkiss, Steve Williamson, Orphy Robinson, et plus tard Denys Baptiste, Soweto Kinch et Jason Yarde, qui sont des exemples notables (beaucoup de ces musiciens ont enregistré des albums sur des labels historiques tels que Verve, Blue Note et sont des musiciens très appréciés sur la scène internationale). Ils étaient également membres du big band britannique noir révolutionnaire Jazz Warriors). Loose Tubes a également joué un rôle très important dans la redynamisation de la scène britannique. De nombreux musiciens de ce groupe, dont Django Bates, Iain Ballamy et Julian Argüelles, sont également devenus des artistes importants avec des voix musicales individuelles très développées. Au début des années 1990, des groupes d'acid jazz tels que Incognito et Brand New Heavies étaient populaires. 
Il existe depuis davantage de possibilités pour les étudiants de se spécialiser dans le jazz, que ce soit au niveau de l'apprentissage de base ou dans les principaux conservatoires du pays, tels que la Royal Academy of Music, la Guildhall School of Music, le Trinity College of Music et l'université du Middlesex à Londres, le conservatoire de Birmingham et le Leeds College of Music. L'enseignement de la musique de jazz et le développement des artistes sont également assurés par des organisations telles que The Jazz Centre UK, le National Youth Jazz Orchestra et Tomorrow's Warriors (fondé en 1991 par Janine Irons et Gary Crosby, et dont les anciens élèves ont remporté plusieurs prix,).